# Sherrill Milnes
Sherrill Milnes, ameriški operni pevec baritonist, *10. januar 1935, Downers Growe, ZDA.
Milnes je visok dramatičen bariton, poznan je kot eden najpomembnejših poustvarjalcev Verdijevih baritonskih likov v sedemdesetih in osemdesetih letih 20. stoletja.
Svojo pevsko kariero je začel v operni družbi iz Bostona leta 1960; pridružil se je opernemu gledališču Borisa Goldovskega in debitiral kot Masetto v Mozartovem Don Juanu. Leta 1965 je debitiral v Metropolitanski operi, kjer je nastopal 32 let in nanizal 653 nastopov. S tega odra se je poslovil kot Amonasro v Aidi 22. marca 1997. Veliko je nastopal tudi v tujini.